# Faillissement (Nederland)
Faillissement is een rechtsfiguur uit het insolventierecht. Een schuldenaar die ten minste twee schuldeisers heeft en “in de toestand verkeert dat hij heeft opgehouden te betalen”, kan door de rechter in staat van faillissement worden verklaard op grond van de Faillissementswet uit 1893. De schuldenaar, die een natuurlijk persoon of rechtspersoon kan zijn, is dan failliet en wordt de gefailleerde of de failliet genoemd. Andere benamingen zijn bankroet en insolventie. Aan de fase van het faillissement kan een surseance van betaling voorafgaan, bij natuurlijke personen kan onder bepaalde omstandigheden een schuldsanering volgen. Zijn er alleen schulden en geen of nauwelijks baten, dan houdt de rechtspersoon van rechtswege onmiddellijk op te bestaan zonder vereffeningsfase (art. 2:19 lid 4 BW).
Het faillissement werd door de wetgever (in lijn met het ontwerp van Willem Molengraaff) gezien als "een gerechtelijk beslag op het geheele vermogen des schuldenaars ten behoeve zijner gezamenlijke schuldeischers". Hieruit volgt het beoogde doel van het faillissement: het ordentlijk beheren en afwikkelen van de failliete boedel door een professionele derde, het beëindigen van lopende verplichtingen, het innen van vorderingen en het te gelde maken van vermogensbestanddelen van de failliet, om een zo hoog mogelijke opbrengst te behalen waaruit een uitkering aan de gezamenlijke schuldeisers kan worden gedaan. Dit wordt vereffenen of executeren genoemd, degene die deze taak uitvoert de curator, onder toezicht van een rechter-commissaris.
In Nederland leidt een faillissement in 6% van de gevallen tot een uitkering aan de gewone schuldeisers.

## De faillietverklaring
Rechtspersonen en natuurlijke personen kunnen in staat van faillissement worden verklaard.
In Nederland kan een faillietverklaring op vier manieren tot stand komen.
1. Eigen aangifte. Iemand die zijn of haar schulden niet meer kan betalen, kan bij de rechtbank een formulier invullen. Na oproep zal diegene gehoord worden door de rechter, waarna het faillissement kan worden uitgesproken.
2. Op verzoek van schuldeisers. Schuldeisers kunnen het faillissement van een debiteur aanvragen door een verzoekschrift in te laten dienen bij de rechtbank. Dit verzoekschrift moet door een advocaat worden ingediend. Nadat het verzoekschrift is ontvangen door de rechtbank, zal de schuldenaar worden gehoord, althans worden opgeroepen. Om het faillissement uit te spreken zal de schuldenaar minimaal één direct opeisbare schuld moeten hebben en dient er een steunvordering te zijn van een andere schuldeiser. Wordt dit aannemelijk gemaakt en wordt er geen schikking of andere regeling getroffen, dan spreekt de rechter het faillissement uit.
3. Het Openbaar Ministerie kan op de voet van art. 1 lid 2 Fw. om redenen van openbaar belang vorderen dat iemand failliet wordt verklaard, maar in de praktijk wordt van deze mogelijkheid vrijwel nooit gebruikgemaakt.
4. De rechtbank kan het faillissement uitspreken na intrekking van de surseance van betaling, art 218 lid 5 Fw.

De faillietverklaring wordt uitgesproken door de rechtbank en ingeschreven in het Centraal Insolventieregister. Indien de schuldenaar een natuurlijke persoon is, dient de griffie van de rechtbank deze persoon er altijd op te wijzen dat hij een beroep kan doen op de Wet schuldsanering natuurlijke personen (Wsnp). Het voordeel van de Wsnp is de mogelijke toekenning van een zogeheten 'schone lei'. Daarmee worden de schulden van de natuurlijke persoon 'weggestreept'. Dit gebeurt niet in een faillissement. De schulden die een natuurlijk persoon heeft blijven, voor zover ze in het faillissement niet worden voldaan, gewoon bestaan.
Bij het uitspreken van het faillissement wordt een curator aangesteld en een rechter-commissaris (R-C) benoemd. De rechter-commissaris houdt toezicht op de curator, en ziet er tevens op toe dat de belangen van de schuldeisers en failliet zo veel mogelijk worden gerespecteerd.

## De curator
De curator is, in de regel, een advocaat. Het is de taak van de curator om de boedel te vereffenen. Het vermogen van de gefailleerde dient te worden omgezet in geld. Na aftrek van het salaris van de curator en de overige faillissementskosten wordt het eventuele restant verdeeld onder de schuldeisers.

## Schuldeisers
De paritas creditorum is het principe dat alle schuldeisers voor de wet gelijk zijn. Aan elke schuldeiser komt, volgens dit principe, een pro-rata deel toe van de opbrengsten die het faillissement oplevert. De wet maakt echter een uitzondering voor "wettelijke regels van voorrang". Is er onvoldoende actief om de boedel- en vervolgens de faillissementsschulden geheel te voldoen, dan worden deze schulden voldaan met inachtneming van deze regels.
De wijze waarop vorderingen van verschillende rangorde worden uitbetaald, kan worden vergeleken met het volschenken van een piramide champagneglazen. Pas als het bovenste glas geheel gevuld is, begint het over te lopen en worden de glazen daaronder gevuld. Met het betalen van een lager gerangschikte vordering wordt dus pas begonnen, zodra een hoger gerangschikte vordering geheel is betaald. Genieten twee vorderingen een gelijke rang, dan wordt van elke vordering een evenredig percentage voldaan. Dit heet ponds-pondsgewijze verdeling.
De volgorde is:
- Boedelschuldeisers (dus de boedelschulden betreffend, wettelijk faillissementskosten genoemd; daaronder vallen schulden die noodzakelijkerwijs moesten worden gemaakt om het faillissement af te kunnen wikkelen): curator (voor salaris en kosten door zijn toedoen gemaakt, waaronder taxatiekosten), verhuurders en werknemers, voor huur/loon betrekking hebbend op de periode vanaf de faillissementsdatum (NB: in geval van faillissement geldt voor een huur- en arbeidsovereenkomst in de regel een opzegtermijn van maximaal 3 maanden respectievelijk 6 weken). Boedelschulden zijn onder meer ook de kosten van levensonderhoud van de gefailleerde. Pas na betaling van deze boedelschulden kan - als er nog actief resteert - worden begonnen aan betaling van de faillissementsschulden, dat zijn de schulden die reeds op de faillissementsdatum bestonden. De wet is niet duidelijk over de vraag welke schulden boedelschulden zijn en welke niet. Jurisprudentie heeft er in de afgelopen decennia toe geleid dat steeds meer schulden tot de boedelschulden moeten worden gerekend.
- Preferente schuldeisers: werknemers met achterstallig loon, het UWV en de Belastingdienst. Het UWV is wettelijk verplicht het achterstallige loon aan de werknemers (binnen bepaalde grenzen) te vergoeden en neemt aldus de vordering van de werknemers over.
- Concurrente schuldeisers: de 'normale' crediteuren, bij ondernemingen zijn dat meestal leveranciers die diensten of goederen hebben geleverd en daar geen zekerheden tegenover hebben gesteld.
- Achtergestelde schuldeisers (achtergestelde lening).

Naast concurrente en preferente schuldeisers zijn er schuldeisers (ook wel separatisten genoemd) waarvoor specifieke regels en situaties gelden, dit zijn:
- Hypotheeknemers die een onroerende zaak (woonhuis of bedrijfspand) als zekerheid (onderpand) hebben. Deze hypotheekverstrekkers kunnen de onroerende zaken verkopen en de opbrengst gebruiken om hun rekeningen te voldoen. Blijft er nog geld over, dan valt dat in het faillissement en kan gebruikt worden om andere schuldeisers te betalen.
- Schuldeisers met pandrecht, de schuldeiser met pandrecht kan de zaken waar hij pandrecht op heeft verkopen om zijn rekeningen te voldoen. Vaak gaat het om inventaris, auto's, machines en voorraad.
- Dwangschuldeisers, dit zijn bijvoorbeeld leveranciers van gas, licht, water en verhuurders van onroerende goed. Zij zijn eigenlijk gewone concurrente schuldeisers, maar als de failliet de onderneming voort wil zetten zal hij deze 'dwangschuldeisers' moeten betalen omdat anders afsluiting of ontruiming volgt. Wil de ondernemer de onderneming niet voortzetten, dan komt de dwang te vervallen en zullen de 'dwangschuldeisers' net als de andere schuldeisers aan moeten sluiten in de rij.
- Schuldeisers die onder eigendomsvoorbehoud geleverd hebben. Wordt er niet betaald, dan krijgen deze schuldeisers hun eigendom terug, ze zijn immers eigenaar gebleven. Dit heet revindiceren. Ook leasebedrijven vallen meestal binnen deze categorie. In bepaalde gevallen zal de curator wel een boedelbijdrage vragen voor verleende medewerking, bij het (laten) uitoefenen van de rechten van derden.
- Een voorbeeld van een voorrangsregel is het retentierecht, het onder zich mogen houden van te repareren zaken totdat er betaald is. Heeft een garage een auto gerepareerd en gaat de eigenaar failliet terwijl de auto nog in de garage staat, dan kan de garagehouder aanspraak maken op betaling van de reparatiekosten alvorens hij tot afgifte van de auto kan worden gedwongen.
- Een ander veelvoorkomend voorbeeld zijn kosten tot behoud van een zaak, de kosten die men moet maken om te voorkomen dat een zaak teniet gaat of in waarde vermindert. Men kan hier denken aan een renpaard dat gevoerd en getraind moet worden en waarvoor stalhuur moet worden betaald. De kosten hiervoor worden bij voorrang voldaan want als het paard dood gaat of uit vorm raakt kan het ook niet meer verkocht worden.

In de praktijk profiteren vooral de overheid (fiscus) en semi-overheid (UWV) van de voorrangsregels, omdat zowel belastingen als werknemerspremies onder de bevoorrechte (preferente) vorderingen zijn gerangschikt.
Meestal is er bij lange na niet voldoende geld om alle schuldeisers te voldoen. Uit onderzoek naar faillissementen bij bedrijven gehouden tussen 1996 en 2004 bleek dat, afgezien van de gevallen van bovengenoemde specifieke regels en situaties, concurrente schuldeisers en zelfs ook preferente schuldeisers bij faillissementen meestal niets krijgen. De belastingdienst en het UWV kregen in 30% van de faillissementen geheel of gedeeltelijk betaald (10% van de openstaande schuld). Bij de overige preferente schuldeisers was dit 10% en 6%, bij de gewone schuldeisers 8% en 3%.
Vaak ontstaan er conflicten of zelfs procedures tussen een schuldeiser en de curator, of schuldeisers onderling. Wanneer kleinere bedrijven concurrente schuldeisers zijn, betekent dit vaak dat ze zelf in betalingsnood komen, vooral als de gefailleerde een belangrijke klant was en een grote order of vordering had uitstaan. Een keten van faillissementen kan dan het gevolg zijn.
Is er geld over, dan wordt dit uitgekeerd aan de aandeelhouder(s) indien het een NV of een BV betreft. In het faillissement van een natuurlijk persoon gaat het restant naar de gefailleerde zelf.

## Stappen van de curator

### Eerste maatregelen
Meestal bezoekt de curator de gefailleerde kort na de faillissementsuitspraak. Het faillissement betekent dat er beslag ligt op het vermogen van de gefailleerde. De curator zal daarom contant geld, waardepapieren, bankafschriften en dergelijke innemen. Betreft het faillissement een bedrijf, dan neemt de curator vaak ook de boekhouding mee. Zijn er bedrijfsactiviteiten, dan onderzoekt de curator de mogelijkheid om die voort te zetten, met het oog op een eventuele "doorstart" (verkoop van het bedrijf). Heeft de gefailleerde werknemers in dienst, dan wordt het dienstverband in de regel beëindigd. Hiervoor heeft de curator machtiging van de Rechter-Commissaris nodig.

### Faillissementsonderzoek
Nadat de eerste maatregelen zijn genomen, onderzoekt de curator de schulden, bezittingen en eventuele inkomsten van de gefailleerde, alsmede de oorzaken die tot het faillissement hebben geleid. De curator onderzoekt onder meer:
- rechtshandelingen die zich kort voor de faillissementsuitspraak hebben voorgedaan, met het oog op pauliana;
- aansprakelijkheid (in privé) van de (eventuele) bestuurders van de gefailleerde;
- bij welke banken de gefailleerde een rekening (en/of kluisje) aanhoudt;
- welke voertuigen de gefailleerde op zijn naam heeft of had staan;
- welke schulden de gefailleerde heeft en bij wie.

### Richtlijnen
De curator is bij zijn taakuitoefening gehouden aan de Faillissementswet en aan richtlijnen die zijn vastgesteld door de Recofa, het landelijk overleg van Rechters-Commissarissen in faillissementen. De richtlijnen bevatten algemene instructies aan bewindvoerders en curatoren, bijvoorbeeld inzake de te volgen procedure bij de onderhandse verkoop van activa.

### Openbare verslagen
De curator is verplicht om periodiek een openbaar verslag uit te brengen aan de rechtbank. In de richtlijnen is (in afwijking van de Faillissementswet) vastgesteld dat het eerste boedelverslag ingediend wordt zodra de inventarisatiefase is afgerond. De termijn daarvoor bedraagt uiterlijk één maand na datum uitspraak faillissement. De boedelverslagen erna worden ingediend met inachtneming van de wettelijke termijn van drie maanden (art. 73a), tenzij de rechter-commissaris anders bepaalt. Verslagen liggen kosteloos ter inzage van eenieder bij de griffie van de betreffende rechtbank en worden ook gepubliceerd op internet. Tegenwoordig plaatsen veel curatoren ook kopieën van faillissementsverslagen op hun website. Ook zijn er websites waarop alle op deze wijze gepubliceerde verslagen zijn te vinden.

### Salaris van de curator
Het salaris van de curator wordt betaald uit het gerealiseerde actief. De berekening van het salaris is voorgeschreven in de eerdergenoemde richtlijnen van de Recofa. Het salaris wordt bepaald door het aantal bestede uren te vermenigvuldigen met een basisuurtarief, met een ervaringsfactor en met een factor die afhangt van de hoogte van het gerealiseerde actief. Faillissementen zijn bewerkelijk, zodat de curator er vaak veel uren aan besteedt. Bij voldoende actief kan het salaris van de curator gemakkelijk oplopen tot enkele tienduizenden euro's. Hier staat tegenover dat de curator niets of bijna niets ontvangt voor zijn werkzaamheden indien er geen of bijna geen actief wordt gerealiseerd.
In 2015 was het basisuurtarief van een curator 212 euro.

## Gevolgen voor de failliet verklaarde
Door de faillietverklaring verliest de schuldenaar het beheer en de beschikking over zijn vermogen (art. 23 Fw). In plaats daarvan verkrijgt de curator het beheer en de beschikking over dat vermogen (art. 68 Fw). Dit rechtsfeit heeft over het algemeen terugwerkende kracht tot 0.00 uur van de dag van faillietverklaring; betalingen die op de dag van de faillietverklaring door de schuldenaar zijn gedaan kunnen door de curator worden teruggedraaid. Het "faillissementsbeslag" betreft het gehele vermogen ten tijde van de faillietverklaring, maar ook al hetgeen de schuldenaar gedurende het faillissement verwerft (art. 20 Fw). Daarop bestaan evenwel uitzonderingen. Zo vallen "het bed en beddengoed van de schuldenaar en diens gezin" volgens de wet niet in het faillissement, en evenmin "de gereedschappen van werklieden" (art. 21 Fw, art. 447 Rv). In de praktijk gaan curatoren al lang niet meer over tot verkoop van de inboedel van een gefailleerde natuurlijk persoon. Meubels, huishoudelijke apparaten, kleding en dergelijke kan de gefailleerde dus behouden. Ook een door de rechter-commissaris te bepalen deel van iemands salaris of uitkering blijft buiten het faillissement (art. 21 Fw).

### Verplichting tot medewerking
De failliet verklaarde is verplicht om alle inlichtingen te verschaffen die de curator en de rechter-commissaris vragen. Bij het faillissement van een rechtspersoon bestaat deze verplichting ook voor bestuurders en commissarissen van de failliet. De rechtbank kan beslissen dat de failliet in bewaring wordt gesteld (de IBS-maatregel) in een huis van bewaring, als hij zijn verplichtingen voortvloeiend uit het faillissement niet nakomt. In de praktijk wordt deze maatregel slechts in uitzonderlijke gevallen toegepast, namelijk wanneer de failliet niet meewerkt aan het onderzoek van de curator of wanneer het gevaar bestaat dat hij naar het buitenland vlucht. De IBS-maatregel kan ook worden ingesteld tegen de bestuurders of commissarissen in het faillissement van een rechtspersoon. Is de bestuurder op haar beurt ook een rechtspersoon, dan wordt net zo lang "doorgezocht" in de keten totdat men een natuurlijk persoon tegenkomt. Deze wordt dan als "middellijk bestuurder" aangemerkt.

## Gevolgen voor bestuurders
In het algemeen hebben rechtspersonen, zoals NV's of BV's, een vermogen dat is gescheiden van dat van hun aandeelhouders, bestuurders, leidinggevenden en commissarissen. Dit betekent dat de rechtspersoon failliet kan gaan zonder dat de kopstukken gedwongen worden uit hun privévermogen bij te leggen. Soms kunnen ze echter toch aansprakelijk worden gesteld. Bij een faillissement van een rechtspersoon, bijvoorbeeld een BV, kan de statutair bestuurder of feitelijk leidinggever ook in privé aangesproken worden op grond van onder meer de Wet bestuurdersaansprakelijkheid (WBA) (inmiddels vervat in artikel 36 Invorderingswet 1990 en derhalve alleen toe te passen door de Belastingdienst) en/of de Wet bestuurdersaansprakelijkheid in geval van faillissement (WBF), vervat in artikel 2:248 BW voor bestuurders van een BV, en in artikel 2:138 BW voor bestuurders van een NV. Alleen de curator komt een beroep op laatstgenoemde twee artikelen toe. Andere schuldeisers zijn aangewezen op bijvoorbeeld het algemene artikel 6:162 BW (onrechtmatige daad).

## Gevolgen voor schuldeisers
Het belangrijkste gevolg voor schuldeisers is, dat zij zelf geen actie meer kunnen ondernemen om betaling van hun vordering te verkrijgen. Zij moeten afwachten of zij, na afwikkeling van het faillissement, enige uitkering van de curator ontvangen. Tijdens het faillissement kunnen geen nieuwe beslagen worden gelegd. Het door een crediteur zelf reeds gelegd beslag komt met het uitspreken van het faillissement van rechtswege te vervallen. Het faillissement is immers een algemeen faillissementsbeslag op het gehele vermogen van de failliet. In uitzonderlijke gevallen - bijvoorbeeld om iemand te dwingen alimentatie te betalen - is civiele gijzeling mogelijk. Door de faillissementsuitspraak volgt echter ontslag uit het huis van bewaring, tenzij de rechter-commissaris anders bepaalt (art. 33 jo 87 Fw).

### Indienen vorderingen
Geen enkele schuldeiser kan zich dus meer zelfstandig verhalen op het vermogen van de schuldenaar. In plaats daarvan moeten schuldeisers hun vordering indienen bij de curator, vergezeld van bewijsstukken (art. 110 Fw). De curator plaatst de vorderingen op een lijst. Officieel (art. 112 Fw) hoort de curator een lijst bij te houden van "voorlopig erkende" en van "betwiste" vorderingen. In de praktijk blijft dit onderscheid vaak achterwege, namelijk wanneer te voorzien is dat geen uitkering kan worden gedaan aan concurrente schuldeisers. Men spreekt dan van "aangemelde" vorderingen.

### Uitkering
Slechts in ca. 5% van alle faillissementen is er voldoende actief om een uitkering aan concurrente schuldeisers te doen. In die gevallen dient de curator de ingediende vorderingen uiteraard wel te toetsen (conform art. 111 Fw). De definitieve hoogte van de vorderingen wordt vastgesteld op een verificatievergadering, een speciale zitting bij de Rechtbank waarop de definitieve lijst met schuldvorderingen wordt vastgesteld. Elke schuldeiser die het oneens is met een of meer vorderingen op de lijst, of met de aan die vorderingen toegekende rangorde, kan op de verificatievergadering bezwaar maken (art. 119 Fw). Ook een schuldeiser die een vordering op gefailleerde pretendeert, kan bezwaar maken, in het geval de curator zijn vordering niet wenst te erkennen (verifiëren). Dit kan leiden tot een zogenoemde renvooi-procedure.
Zijn alle vorderingen uiteindelijk vastgesteld, dan maakt de curator een uitdelingslijst op, waarop het bedrag is vermeld dat elke crediteur ontvangt. Dat is meestal een klein percentage van de oorspronkelijke vordering.

### Restvordering
Het gedeelte van de vordering dat niet aan de crediteur wordt uitgekeerd, vormt een restvordering. Is de gefailleerde een natuurlijk persoon, dan kan de crediteur na het faillissement opnieuw proberen om betaling van zijn vordering te verkrijgen. In de praktijk schrijven veel crediteuren hun restvordering af na het einde van een faillissement.

### Omzetbelasting
Omzetbelastingplichtige crediteuren kunnen de (reeds afgedragen) omzetbelasting over hun vordering terugvragen bij de Belastingdienst. Ontvangen zij een deel van hun vordering als uitkering uit het faillissement, dan bestaat die voor een evenredig deel uit omzetbelasting. Dat gedeelte kan dus niet worden teruggevraagd.

## Gevolgen voor werknemers
Heeft de gefailleerde werknemers in dienst, dan kan de curator deze ontslaan zonder dat de gebruikelijke ontslagvergunning is vereist. Ook kan de werknemer geen aanspraak maken op enige schadevergoeding volgens de "kantonrechtersformule". Wel dient de curator hierbij een opzegtermijn in acht te nemen. Een ontslagen werknemer hoeft het ontslag niet aan te vechten om toch aanspraak te kunnen maken op een werkloosheidsuitkering. Eventuele vorderingen wegens achterstallig loon en het loon over de opzegtermijn tot maximaal 6 weken na de opzegdatum, worden betaald door het UWV, dat daardoor een vordering verkrijgt op de boedel (zie ook het hoofdstuk in de Werkloosheidswet over de overneming van uit de dienstbetrekking voortvloeiende verplichtingen bij onmacht van de werkgever te betalen).
De curator kan van werknemers verlangen dat gedurende de opzegtermijn nog werkzaamheden worden uitgevoerd. Dat is immers ook zo tijdens een "normale" opzegtermijn.
De faillissementswet wordt gewijzigd door staatscommissie Kortmann. Er wordt voorgesteld om rekening te houden met de maatschappelijke belangen als werkgelegenheid. Dit geldt met name voor de fase voor het faillissement. Op 15 maart 2007 publiceerde het CBS met onderzoeker Luttikhuis over de stille rechter-commissaris als oplossing.

## Duur van het faillissement
De Nederlandse wet stelt geen termijn waarbinnen een faillissement moet zijn afgewikkeld. In de regel duurt de afwikkeling meer dan een jaar, maar een langere periode is niet uitzonderlijk. Grote faillissementen, bijvoorbeeld van beursgenoteerde bedrijven, kunnen wel tien of vijftien jaar duren. Deze lange duur kan bijvoorbeeld worden veroorzaakt doordat een curator de uitkomst af moet wachten van procedures die hij voert ten behoeve van de boedel. Ook duurt het vaak lange tijd voordat instanties als de Belastingdienst en bedrijfsvereniging (UWV) hun definitieve vorderingen hebben ingediend.

## Einde van het faillissement
Een faillissement kan eindigen op verschillende manieren:
1. Door gebrek aan baten (officieel: vanwege de toestand van de boedel). Zijn er onvoldoende baten om een bedrag uit te kunnen keren aan anderen dan de boedelschuldeisers, dan wordt het faillissement opgeheven bij gebrek aan baten. Is de gefailleerde een natuurlijk persoon, dan blijven de schulden staan en kan de ex-failliet opnieuw te maken krijgen met deurwaarders. De ex-failliet kan zelfs later opnieuw failliet verklaard worden.
2. Door homologatie van een akkoord. De failliet kan eenmalig een akkoord voorstellen aan de schuldeisers. Een dergelijk voorstel houdt vaak in dat de failliet een percentage van de betreffende vordering betaalt, waartegenover hij voor het restant wordt bevrijd van zijn schulden. Wanneer meer dan de helft van de schuldeisers akkoord gaat met het voorstel en deze schuldeisers samen ook meer dan de helft van de uitstaande schuld te vorderen hebben, is het voorstel aanvaard. Maar zelfs als deze meerderheid niet wordt gehaald, kan de rechter soms toch bepalen dat het voorstel als aangenomen geldt, te weten indien ten minste driekwart van de schuldeisers heeft vóórgestemd (ongeacht welk deel van de uitstaande schuld zij te vorderen hebben) en het voorstel is verworpen als gevolg van "onredelijk" stemgedrag van een of meer schuldeisers. Als het akkoord is aangenomen en de rechter het akkoord bekrachtigt (homologeert), zijn ook de overige schuldeisers gebonden aan het akkoord. Het akkoord ziet slechts op de concurrente schuldeisers, dat wil zeggen, de schuldeisers die geen voorrangsrecht hebben, zoals de Belastingdienst. Deze schuldeisers zijn niet gebonden aan het akkoord en moeten dus sowieso worden voldaan, tenzij ze los van het akkoord genoegen nemen met minder dan het volledige bedrag. Indien tegen de homologatie geen beroep wordt ingesteld of het beroep wordt afgewezen, eindigt (conform artikel 161 Fw) het faillissement. Wanneer de ex-failliet de afspraken niet nakomt, kunnen er gerechtsdeurwaarders worden ingeschakeld, of kan opnieuw het faillissement worden uitgesproken.
3. Door verbindend worden van de slotuitdelingslijst. 1) Na vereenvoudigde afwikkeling: Wanneer de boedel niet over voldoende actief beschikt om een uitkering te verrichten aan de concurrente crediteuren, maar de preferente crediteuren wel (deels) kunnen worden voldaan, dan verzoekt de curator de rechter-commissaris om te beschikken dat het faillissement conform artikel 137 Fw vereenvoudigd wordt afgewikkeld. of 2) Na verificatie: Indien er wél voldoende boedel is om de preferente crediteuren te voldoen, dan wordt een verificatievergadering gehouden. Op deze vergadering wordt de juistheid van alle vorderingen die op de lijst van voorlopig erkende schuldeisers zijn geplaatst, behandeld. Vorderingen die niet worden betwist, worden opgenomen op een lijst met erkende schuldeisers. Vervolgens maakt de curator een uitdelingslijst op. Deze wordt bij de griffie van de rechtbank die het faillissement heeft uitgesproken ter inzage gelegd voor schuldeisers. Zij krijgen bericht van de datum waarop de lijst ter inzage wordt gelegd, en hebben vanaf die datum tien dagen de mogelijkheid om verzet aan te tekenen tegen deze uitdelingslijst. Indien binnen die periode geen verzet wordt aangetekend, wordt deze met het verstrijken van de termijn verbindend. Het faillissement eindigt daarmee (art. 193 Fw).

### Einde rechtspersoon
Tenzij het komt tot homologatie van een akkoord, betekent het einde van het faillissement tevens het einde van de failliete rechtspersoon. Deze wordt ontbonden en uitgeschreven bij het handelsregister van de Kamer van Koophandel.

### 'Voortleven' schulden natuurlijk persoon
Tenzij de gefailleerde natuurlijk persoon erin slaagt een akkoord gehomologeerd te krijgen, betekent het einde van het faillissement niet dat de schulden vervallen. Elke schuldeiser kan na het faillissement dus weer trachten zijn vordering bij de ex-gefailleerde te innen. In de praktijk zullen veel concurrente crediteuren (het restant van) hun vorderingen afschrijven, indien zij geen of slechts een kleine uitkering ontvangen uit het faillissement. UWV en fiscus plegen echter na het einde van het faillissement van een natuurlijk persoon de invordering weer ter hand te nemen.
Onder bepaalde omstandigheden kunnen natuurlijke personen vervolgens in aanmerking komen voor een wettelijke schuldsanering (Wet schuldsanering natuurlijke personen (Wsnp)). Onder toezicht van een bewindvoerder dient de voormalige failliet (nu: saniet) dan vervolgens gedurende doorgaans drie jaar te worden gespaard ten behoeve van de gezamenlijke crediteuren. Als die tijd daadwerkelijk wordt volgemaakt, zal aan de saniet door de rechtbank de schone lei verleend worden. Dat betekent dat de dan restschulden niet meer kunnen worden ingevorderd door de schuldeisers. Er resteert nog slechts een natuurlijke verbintenis. In veel gevallen slaagt de saniet er echter niet in de regeling tot een goed einde te brengen en volgt opnieuw het faillissement.

## Openbare akkoordprocedure
De openbare akkoordprocedure buiten faillissement is een procedure die sinds 1 januari 2021 is opgenomen in de Faillissementswet en is ingevoerd als onderdeel van de Wet homologatie onderhands akkoord (Whoa). Deze procedure biedt ondernemingen met financiële moeilijkheden de mogelijkheid om een faillissement te voorkomen door een akkoord aan hun schuldeisers en/of aandeelhouders aan te bieden. Zijn voldoende schuldeisers en aandeelhouders het eens met de bepalingen in het akkoord, dan kan de rechter dit verbindend verklaren. Hierdoor geldt het akkoord ook voor schuldeisers en aandeelhouders die hiermee niet hebben ingestemd. Er is dan geen sprake van faillissement. In 2022 is deze toegevoegd aan bijlage A bij de Europese Insolventieverordening. Dit voorkomt dat schuldeisers zich aan de akkoordprocedure onttrekken door naar een Europese rechter te stappen.

## Faillissementsfraude
Faillissementsfraude is fraude die gepleegd wordt tijdens een faillissement of door een bedrijf failliet te laten gaan. Door het faillissement kunnen werknemers zonder kosten ontslagen worden, ook blijven schuldeisers - ten onrechte - met lege handen achter. Vaak probeert een ondernemer door failliet te gaan te voorkomen dat hij door crediteuren en de belastingdienst wordt kaalgeplukt. Goederen van de onderneming worden verduisterd (in het geheim opgeslagen) of voor een appel en een ei verkocht aan vrienden. Als het bedrijf vervolgens failliet gaat, is er niets meer te halen. Een andere vorm van fraude is het starten van een onderneming waarna overeenkomsten worden aangegaan, de geleverde goederen worden nooit betaald. Tegen de tijd dat de leveranciers aan de bel trekken, gaat het bedrijf failliet en blijven de leveranciers onbetaald achter. De daadwerkelijke ondernemer blijft meestal buiten schot omdat een katvanger fungeert als directeur. Bij zo'n katvanger is na faillissement niets te halen, de eigenlijke bestuurder gaat er met het geld vandoor. Geschat wordt dat in Nederland bij ruim 30% van de faillissementen sprake is van fraude, in principe kan de curator dan ingrijpen, maar in meer dan 70% van de gevallen waarin de curator vermoedt dat er sprake is van fraude doet hij niets omdat er naar mening van de curator te weinig te halen valt. Faillissementsfraude kan civielrechtelijk en strafrechtelijk worden aangepakt. Bij de civielrechtelijke aanpak gaat het om het terugbrengen van vermogen in de failliete boedel. Het strafrecht komt aan bod als er sprake is van strafbare feiten, van de frauduleuze faillissementen wordt zo'n 2% onderzocht door het Openbaar Ministerie.

## Aantal faillissementen in Nederland
Het aantal faillissementen in Nederland wordt op verschillende punten bijgehouden, onder andere door de Kamer van Koophandel, de rechtbanken en het Centraal Bureau voor de Statistiek (CBS). Onderstaande tabel bevat het aantal faillissementen tussen 1990 en 2016. De gegevens zijn afkomstig van het CBS en Faillissementen.com.
| Jaar | Faillissementen | Jaar | Faillissementen |
| ---- | --------------- | ---- | --------------- |
| 1990 | 3.519           | 2010 | 9.565           |
| 1991 | 4.075           | 2011 | 9.531           |
| 1992 | 5.045           | 2012 | 11.235          |
| 1993 | 6.428           | 2013 | 11.348          |
| 1994 | 6.464           | 2014 | 8.981           |
| 1995 | 5.847           | 2015 | 6.847           |
| 1996 | 5.577           | 2016 | 5.595           |
| 1997 | 5.547           | 2017 | 4.129           |
| 1998 | 5.031           | 2018 | 3.633           |
| 1999 | 3.840           | 2019 | 3.792           |
| 2000 | 4.498           | 2020 | 3.177           |
| 2001 | 5.834           | 2021 | 1.818           |
| 2002 | 6.771           | 2022 | 2.145           |
| 2003 | 8.748           | 2023 | 3.272           |
| 2004 | 9.349           | 2024 | 4.270           |
| 2005 | 10.082          |      |                 |
| 2006 | 9.179           |      |                 |
| 2007 | 7.950           |      |                 |
| 2008 | 6.847           |      |                 |
| 2009 | 10.559          |      |                 |
| 2010 | 9.565           |      |                 |

### Economische schade
In 2010 was er bij de afgewikkelde faillissementen van bedrijven en instellingen voor 4,3 miljard euro aan schulden achtergebleven, aldus het CBS. Hiervan bleef uiteindelijk 90% onbetaald. Een-derde van de beëindigde faillissementen gingen aan economische omstandigheden ten onder. In de jaren 2000-2010 nam het aantal faillissementen vanwege mismanagement met 78% toe; bij de eenmanszaken was dit beeld stabiel.

## Geschiedenis

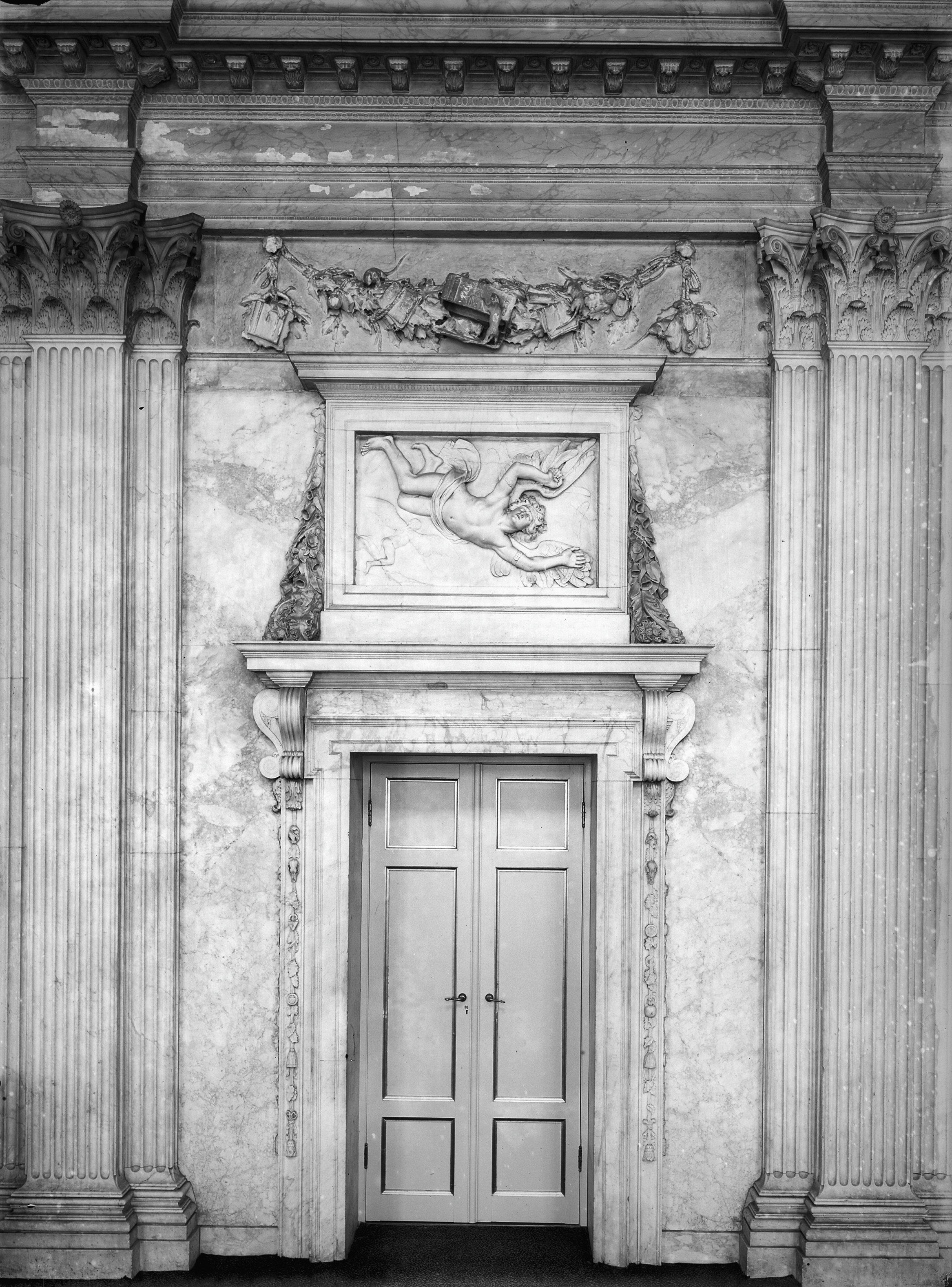
Ingang met bovendeurstuk van de Desolate Boedelkamer - Amsterdam

### Desolate boedelskamer (17e eeuw)
In de late middeleeuwen werd in de Lage Landen bij een banqueroet de schuldenaar vaak opgesloten, om de persoon te straffen voor het onzorgvuldige beheer en om familie of vrienden te dwingen zijn verplichtingen na te komen. Elders in Europa konden voortvluchtige ‘bankroetiers’ zelfs aan de galg eindigen. In de 17e eeuw was er in Amsterdam veel financiële tegenslag als gevolg van een teruglopende markt en dientengevolge werd er in 1643 een speciale rechtbank opgericht om de schepenen te ontlasten, de Desolate Boedelskamer. Deze was gevestigd in het stadhuis, het huidige Paleis op de Dam. Een bekende failliet uit die tijd was de kunstschilder Rembrandt van Rijn. In Antwerpen bestond er al langer de Insolvente Boedelkamer, mogelijk heeft deze als voorbeeld gediend.
Uit geschiedkundig onderzoek blijkt dat er in deze periode in de protestante Republiek een omslag in het denken plaatsvond waarbij een faillissement niet louter meer werd gezien als een tekortkoming van de schuldenaar. Vaak was mede een reden dat opdrachtgevers niet hadden betaald of er een te grote lening was verstrekt, waarom zou alleen de debiteur hiervoor moeten boeten en niet ook de crediteuren? Burgers met betalingsproblemen moesten niet zozeer worden gestraft, maar mogelijkheden geboden om hun nering weer op te bouwen, dan konden ze opnieuw een bijdrage gaan leveren aan de maatschappij. Voor kortere perioden van betalingsonmacht bij beroepsbeoefenaren kwamen vaak de gilden op. Voor de meer structurele gevallen werden twee juridische rechtsfiguren gebruikt onder de regie van de desolate boedelskamer.
De eerste manier was het sluiten van een akkoord met de crediteuren. Dat kon aanvankelijk bij de schepenen of een notaris, later bij de Desolate Boedelskamer. De Comissarissen begeleidden personen om tot overeenstemming te komen met hun schuldeisers. In ruil van betaling van een overeengekomen percentage van de schulden werd de failliet beschermd tegen verdere juridische procedures. Vaak stonden een of meer ‘borgen’ garant voor deze betalingen. De insolvent kreeg daarna de controle over zijn bedrijf terug en schuldeisers moesten hem met rust laten. Was een akkoord niet haalbaar dan kon de insolvent boedelafstand doen, de boedel werd overgedragen aan de schuldeisers, de cessio bonorum (cessie van goede) in ruil voor bescherming tegen gevangenschap, hier maakte ook Rembrandt gebruik van, de boedelskamer verleende op 14 februari 1658 machtiging om zijn inboedel te verkopen ter vereffening van zijn schulden.
Crediteuren zagen al snel dat ze er baat konden hebben als een zaak ordentelijk door de Desolate Boedelskamer werd opgelost. Door het objectief en transparant beschikbaar stellen van informatie aan alle crediteuren, kon met deze twee juridische instrumenten het gebrek aan vertrouwen in de insolvente schuldenaar worden hersteld.
Archiefstukken zijn bewaard in het Nationaal Archief.